# Кулигашур-2
 Кулигашур-2  — деревня в Афанасьевском районе Кировской области в составе Пашинского сельского поселения.

## География
Расположена на расстоянии примерно 13 км на восток-юго-восток по прямой от райцентра поселка Афанасьево.

## История
Известна с 1891 года как починок Кулигашурский 2-й, в 1926 году (Кулигашурский 2-й или Тебеньковский) дворов 17 и жителей 113, в 1950 (уже деревня) 9 и 29, в 1989 14 жителей.  Настоящее название утвердилось с 1939 года.  

## Население
Постоянное население составляло 3 человека (русские 100%) в 2002 году, 0 в 2010.